# Heinrich Pfeil

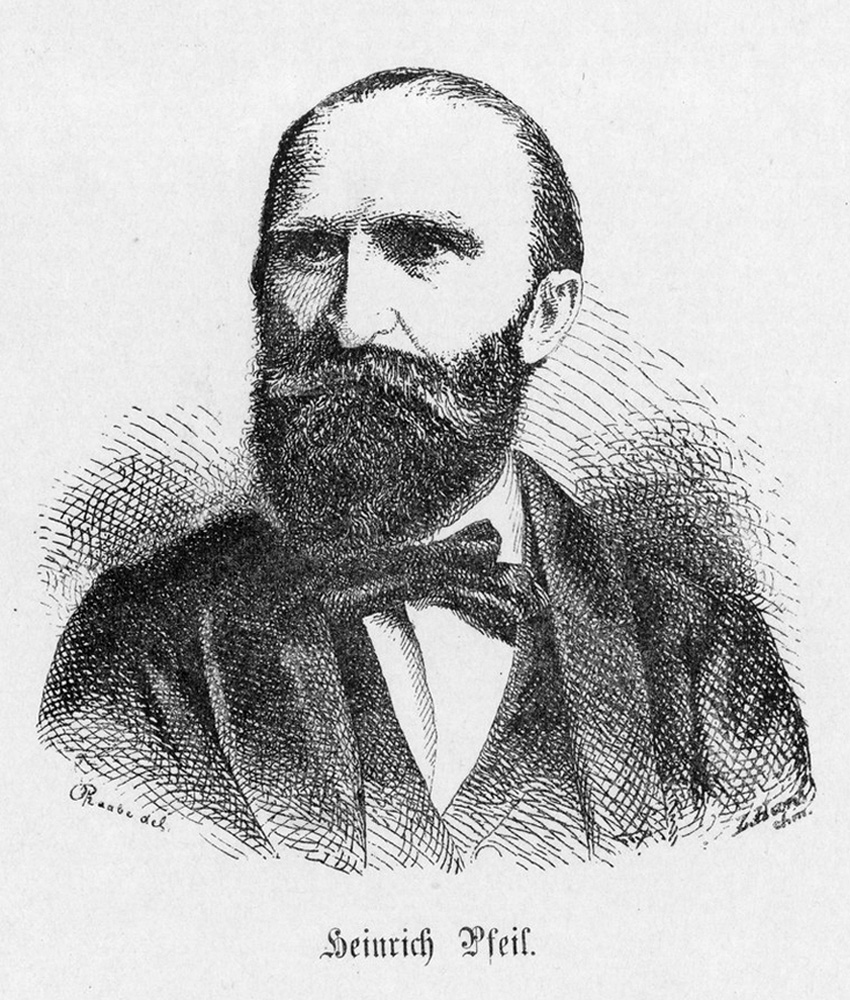
Heinrich Pfeil.

Heinrich Pfeil, född 18 december 1835 i Leipzig, död 17 april 1899 i Leipzig, var en tysk kompositör, bokhandlare, tidningsredaktör och musikskriftställare. Han komponerade en mängd manskvartetter, bland annat den i Sverige mycket sjungna "Lugn vilar sjön". 